# Edmund Semil

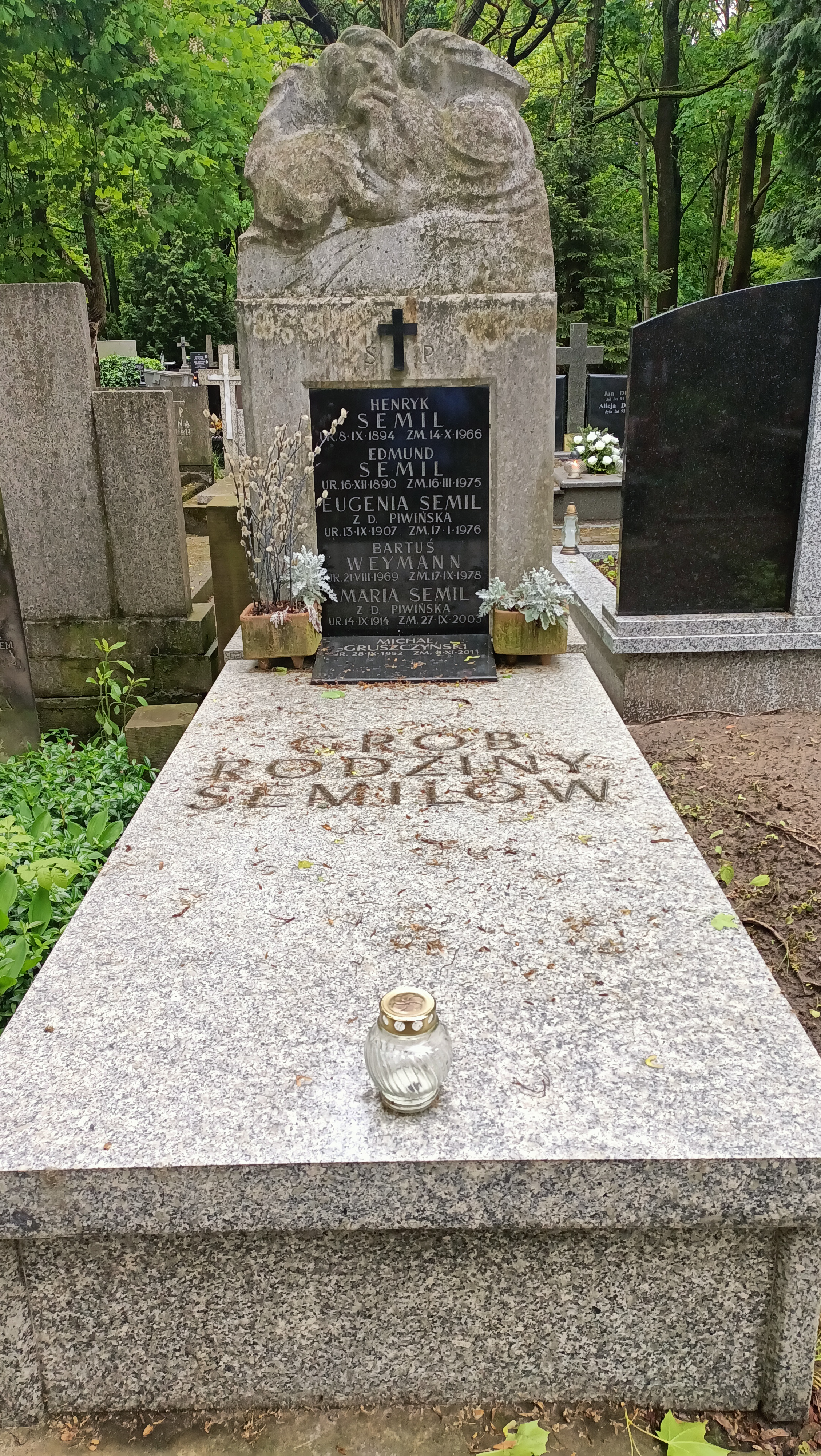
Grób Edmunda Semila na cmentarzu Powązkowskim

Edmund Semil (ur. 15 grudnia 1890 w Hołowiecku, zm. 16 marca 1975 w Warszawie) – polski filolog, publicysta, tłumacz.

## Życiorys
Ukończył I Szkołę Realną we Lwowie. W 1910 wyjechał do Paryża gdzie studiował dziennikarstwo, od 1911 studiował filologię romańską na Uniwersytecie Lwowskim. Od jesieni 1913 odbywał służbę w armii austro-węgierskiej na terenie Chorwacji, po wybuchu I wojny światowej walczył na froncie rosyjskim; od września 1914 do grudnia 1917 przebywał w niewoli rosyjskiej skąd uciekł do Piotrogrodu. W roku szkolnym 1929/1930 był nauczycielem języka francuskiego w Liceum Krzemienieckim. W latach 1930–1939 uczył języka francuskiego w I Państwowym Gimnazjum i Liceum im. Stefana Batorego. Jego uczniem był m.in. Krzysztof Kamil Baczyński, syn przyjaciela z młodości. 
Po wybuchu II wojny światowej pracował jako nauczyciel we Lwowie do czerwca 1941. W 1943 wrócił do Warszawy; w czasie powstania warszawskiego walczył w Zgrupowaniu „Kryska”. 
Po wojnie, od lutego do września 1945, był dyrektorem gimnazjum w Łukowie. W marcu 1946 wyjechał do Kanady jako attaché kulturalny, uczestniczył w staraniach m.in. o sprowadzenie do Polski arrasów i innych skarbów wawelskich. W 1950 wrócił do Polski i do emerytury w 1964 pracował w Polskim Radiu.
W 1965 wydał książkę Przed drugą wojną była pierwsza: wspomnienia uczestnika rewolucji. Przygotowywał również książkę O wielkim pedagogu polskim, Wiktorze Ambroziewiczu dla wydawnictwa „Nasza Księgarnia”, śmierć przeszkodziła w jej dokończeniu. Był autorem haseł w Słowniku biograficznym działaczy polskiego ruchu robotniczego. 
Został pochowany na cmentarzu Powązkowskim w Warszawie (kwatera 315-2-3).

## Ordery i odznaczenia
- Krzyż Oficerski Orderu Odrodzenia Polski[1]
- Medal Pamiątkowy Węgierskiej Republiki Rad[1]
- Order Palm Akademickich[1]